# Kazerne de Caritat de Peruzzis

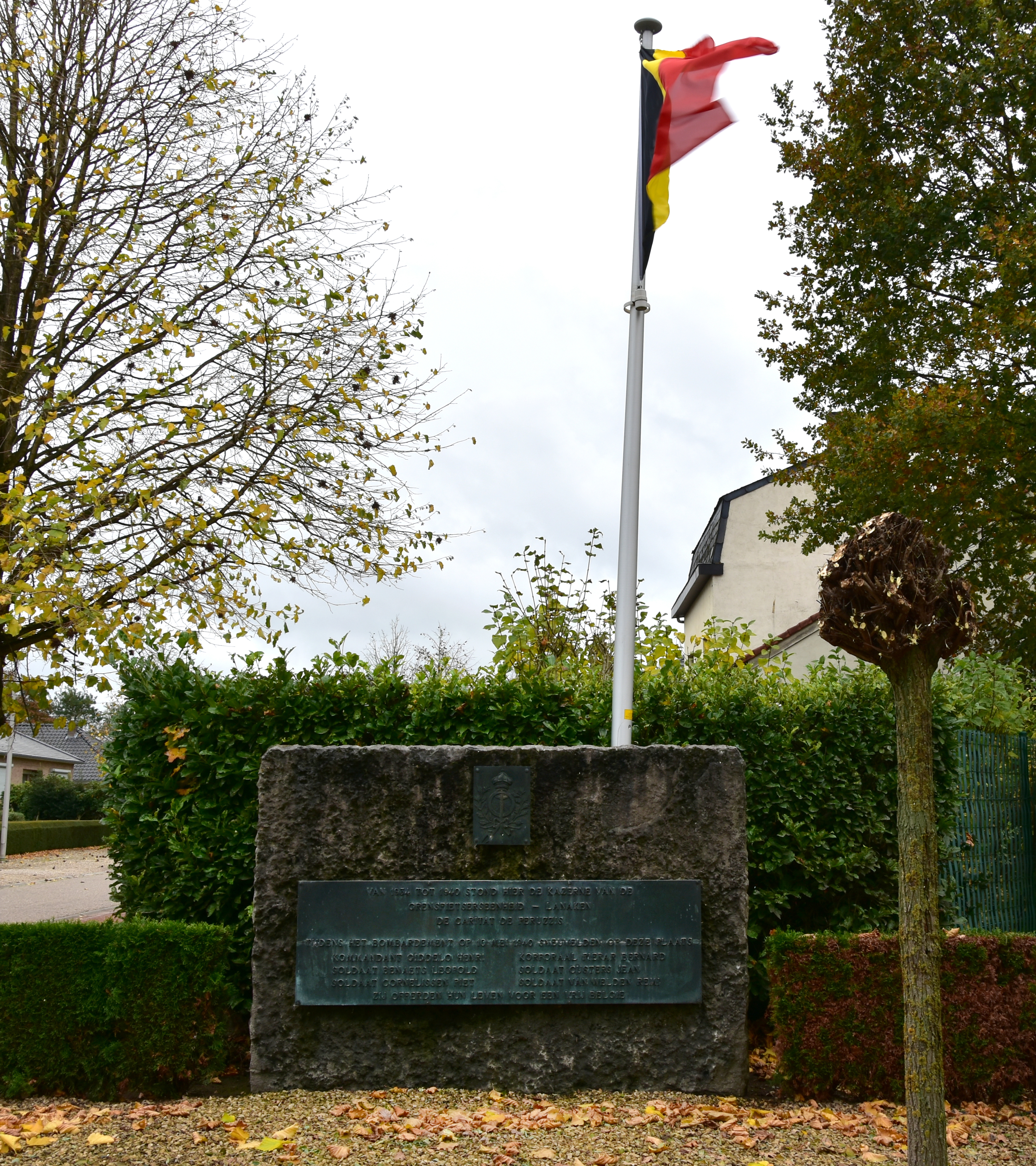
Gedenksteen op de plaats van de verwoeste kazerne

De Kazerne de Caritat de Peruzzis was een kazerne voor de Grenswielrijders in de Belgische gemeente Lanaken. De kazerne is genoemd naar Edgard de Caritat de Peruzzis, een voormalige burgemeester van Lanaken die op 7 oktober 1914 tijdens de Eerste Wereldoorlog te Hamont sneuvelde.

## Historiek
De kazerne werd in 1934 gebouwd en bij een bombardement door vier Duitse Stuka's van de Luftwaffe in de vroege ochtend van 10 mei 1940 verwoest. Bij dit bombardement kwamen de kapitein-commandant van de kazerne, Henri Giddelo en vijf andere militairen om het leven. Door een alarm in de nacht van 9 op 10 mei waardoor de meeste Grenswielrijders de kazerne verlieten om hun posten te bemannen vielen er niet meer doden.
Het bombardement was de inleiding van de Duitse aanval op het fort Eben-Emael en de inname van de kanaalbruggen bij Kanne, Vroenhoven en Veldwezelt ten noorden van Eben-Emael.

## Galerij

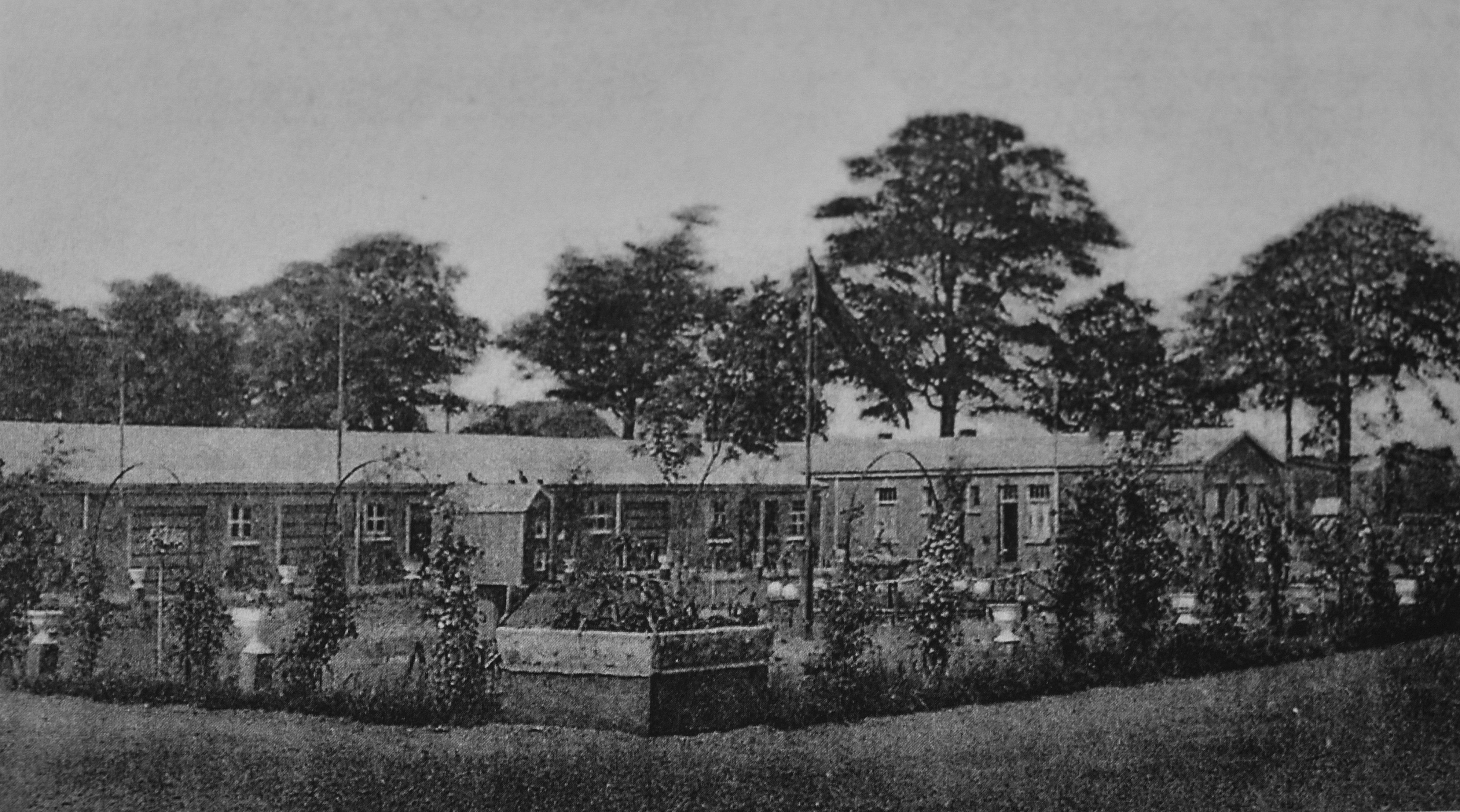
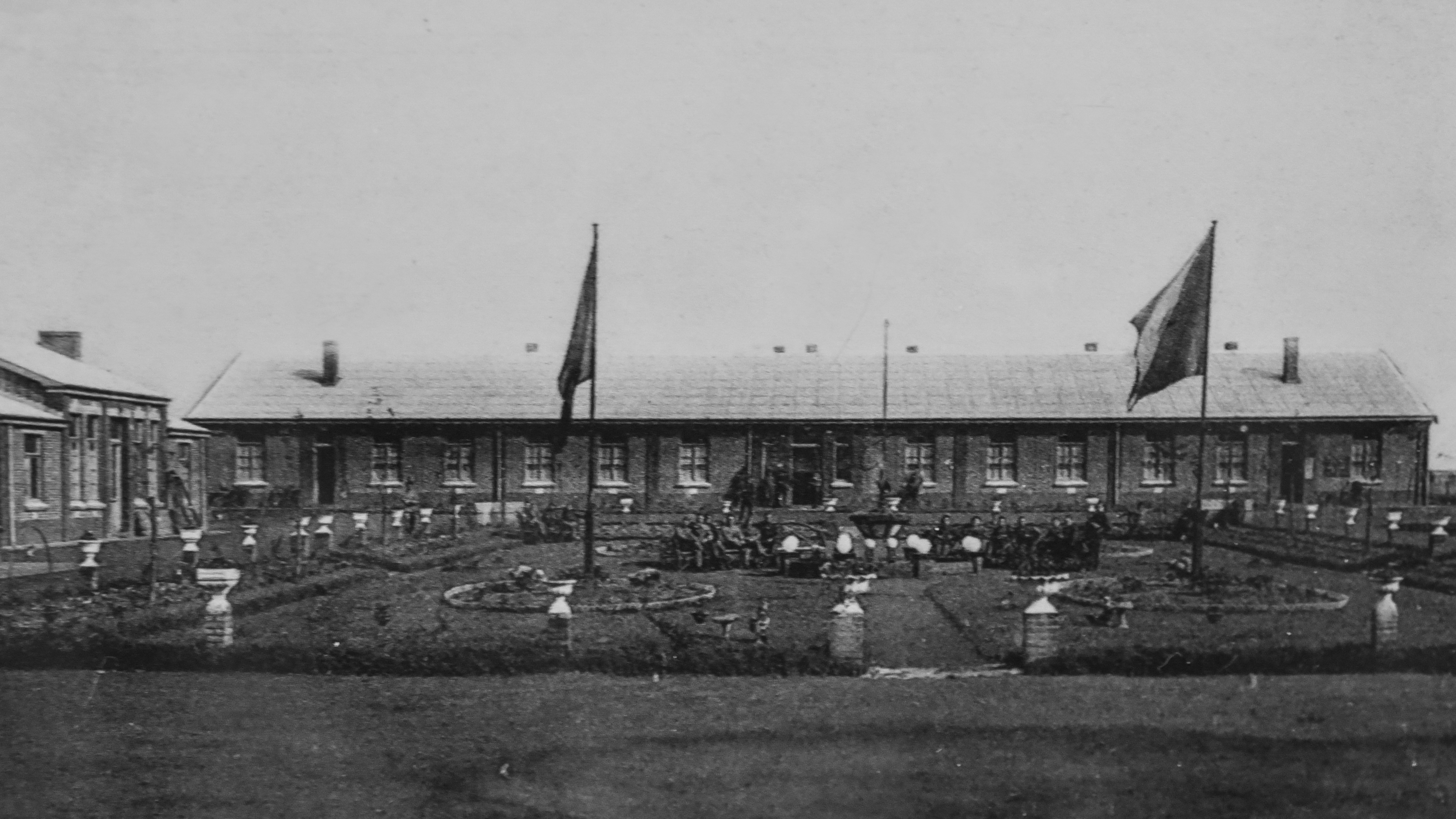
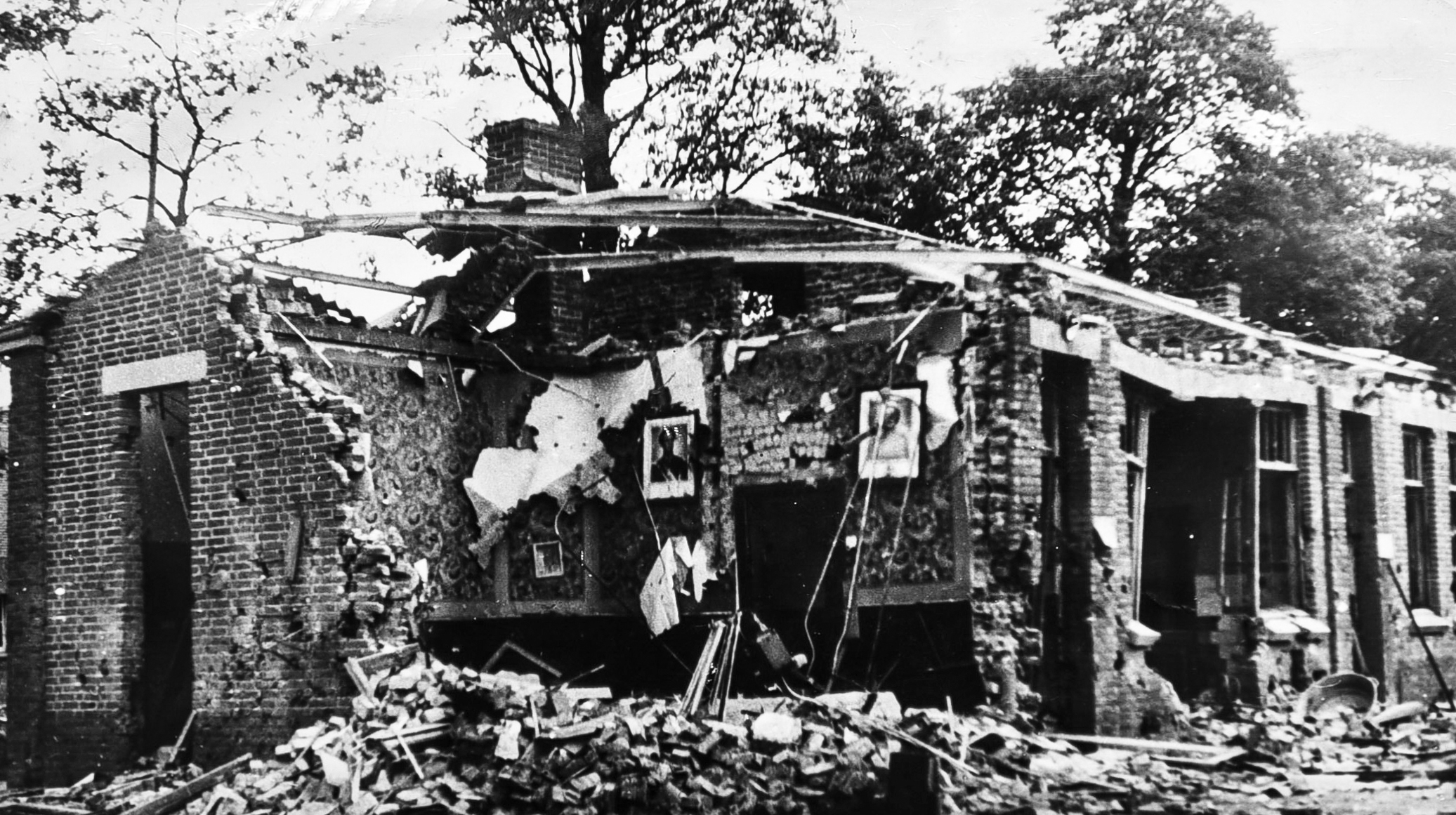
Kazerne na het bombardement op 10 mei 1940